# Nennslingen
Nennslingen è un comune tedesco di 1 395 abitanti, situato nel land della Baviera.